# Krzysztof Boczkowski

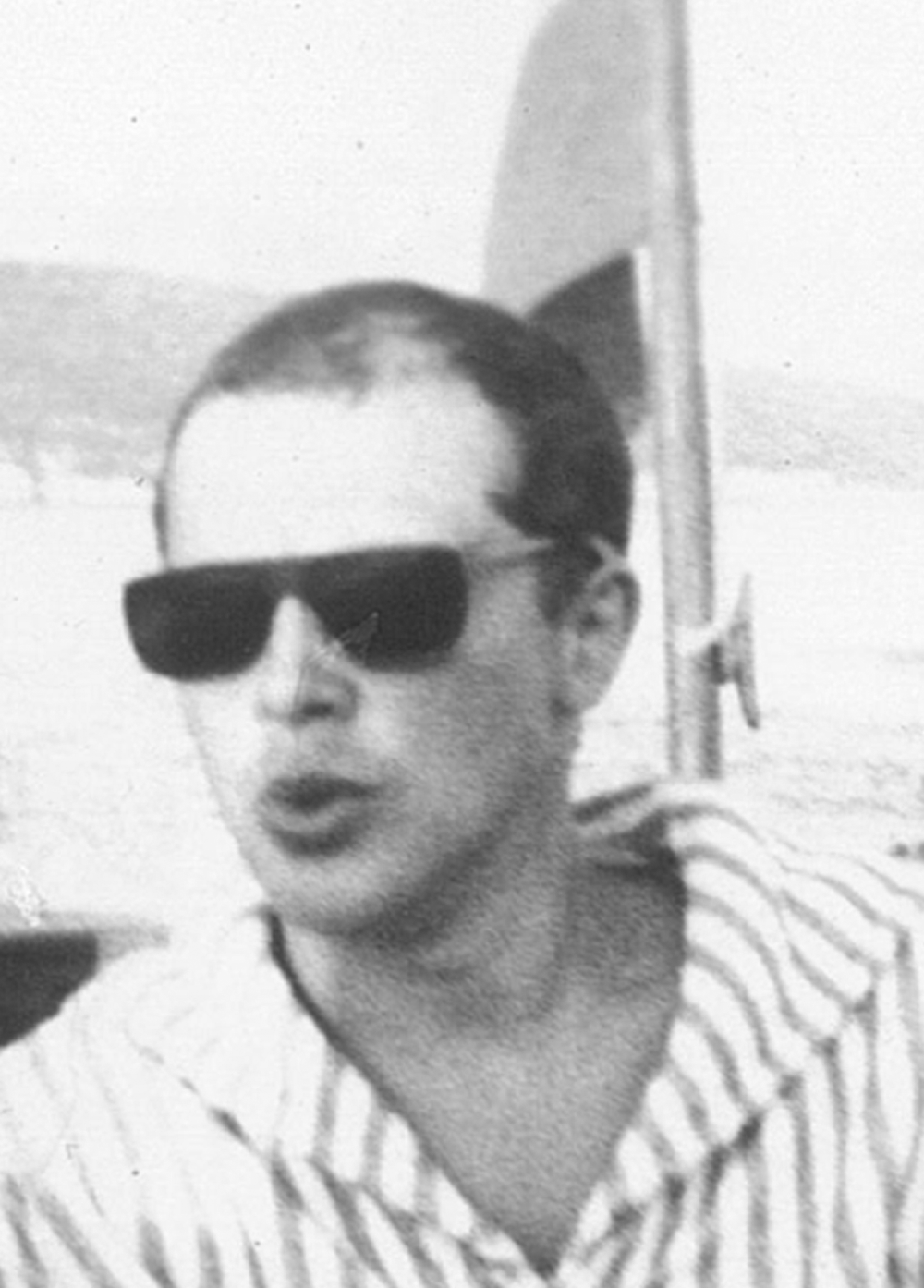

Krzysztof Boczkowski (ur. 2 maja 1936 w Warszawie, zm. 1 listopada 2018 tamże) – polski poeta, tłumacz poezji angielskiej, profesor medycyny.

## Życiorys
Ukończył studia na Wydziale Medycznym Akademii Medycznej w Warszawie. W 1965 uzyskał stopień doktora, w 1969 – doktora habilitowanego, zaś w 1983 profesora. Od 1959 był kierownikiem Samodzielnej Pracowni Genetyki w Akademii Medycznej. Debiutował w 1969 na łamach miesięcznika „Twórczość” jako poeta..

## Twórczość literacka (zbiory poezji)
- Otwarte usta losu (1975)
- Światło dnia (1977)
- Dawny i obecny (1978)
- W niewoli, w śniegu, w ciepłym czółnie krwi (1981)
- Twarze czekają na wieczność (1984)
- Dusza z ciała wyleciała (1985)
- Apokryfy i fragmenty (1988)
- Ostrygi i onuce (1988)
- Białe usta (1989)
- Dzwony w lesie (1991)
- Romeo i Romeo (1991)
- Szkielet Boga (1991)
- Znaki miłości (1992)
- Dusza i śnieg (1997)
- Kości meduzy (1998)
- Ja – mój przyjaciel (2003)
- To lubię – wybór wierszy (1975–2007) (2007)
- Okna dnia i nocy (2007)
- Tylko Kasandra zna Prawdę (2009)
- Bramy raju 2014 (2009)
- Dźwięki i Echo (2010)
- Lata i dni (2011)
- Na skraju świata (2012)
- Szkielet Boga (2020)

## Przekłady
- Thomas Stearns Eliot, „Wybór poezji” (Ossolineum 1990) (opracowanie K. Boczkowski i W. Rulewicz), Szepty nieśmiertelności (2001, 2009 oraz 2013 – wyd. V zmienione i rozszerzone, 2016 – wyd. VI ostateczne – zmienione i rozszerzone)
- Walt Whitman, Kim ostatecznie jestem (2003)
- Krzysztof Boczkowski, Antologia Poetów Najbliższych Od Safony do Sylvii Plath, wyd. Miniatura 2009

## Redakcja
- Antologia Dawnych Mistrzów. Od Safony do Audena (1992)
- Z nowoczesnej poezji amerykańskiej (1993)
- Antologia umarłych poetów. Od Safony do Sylvii Plath (1997)
- Antologia poetów najbliższych. Od Safony do Sylvii Plath (2003)
- Zarys genetyki medycznej (1985, 1990)

## Prace naukowe z zakresu genetyki, seksuologii
- Prawidłowy i nieprawidłowy rozwój płciowy (1969)
- Cytogenetyka kliniczna (1970)
- Nieprawidłowości rozwoju płciowego (1971)
- Płeć człowieka (1971, 1973, 1987)
- Determinacja i różnicowanie płci (1975, 1983)
- Cytogenetyka medyczna (1980, 1982)
- Interseksualizm (1980, 1988)
- Nieprawidłowy rozwój płciowy i związane z nim schorzenia (1982)
- Homoseksualizm (1988, 1992, 2003)

## Nagrody
- 1972 – Nagroda Czerwonej Róży na Ogólnopolskim Turnieju Poezji
- 1975 – Nagroda Peleryny za najciekawszy debiut roku za Otwarte usta losu i Nagroda „Poezji”
- 1984 – Nagroda Pegaza za całokształt dorobku przekładowego z języka angielskiego
- 1986 – Indywidualna Nagroda Naukowa I Ministra Zdrowa za badania nad cytogenetyką człowieka
- 1988 – Nagroda Pegaza za przekład poezji T.S. Eliota
- 1989 – Nagroda Funduszu Literatury I stopnia i Nagroda „Poezji” za Apokryfy i fragmenty oraz Ostrygi i onuce
- 1993 – Nagroda Poznańskiego Festiwalu Poezji za antologię Z nowoczesnej poezji amerykańskiej
- 2001 – Nagroda literacka ZAiKS-u za przekłady poezji angielskiej[2]
- 2005 – Nagroda poetycka UNESCO
- 2011 – Nagroda im. Cypriana Kamila Norwida za Dźwięki i echo